# リーゼロッテ・プルファー
リーゼロッテ・プルファー（Liselotte Pulver、1929年10月11日 - ）はスイス・ベルン出身でドイツで活躍した女優。リゼロッテ・プルファーの名で知られている。愛称はリロ（Lilo）。1950年代、60年代に旧西ドイツ映画をはじめ、ハリウッド映画、フランス映画に出演し、国際的に活躍した。1970年代からはテレビドラマへの出演も増えている。

## 来歴
モデルをしながら演技を学び、ベルンやチューリッヒの舞台に立つようになる。1950年からスイスや西ドイツの映画に出演するようになるが、次第にフランスやアメリカの作品にも出演するようになる。1958年のアメリカ映画『愛する時と死する時』、ビリー・ワイルダー監督、ジェームズ・キャグニー主演の『ワン、ツー、スリー/ラブハント作戦』等で人気を博した。1971年、ハンブルク国立歌劇場がTV用に制作したオペレッタ映画『天国と地獄』(ドイツ語版)では、有名オペラ歌手達の中で狂言回し的なセリフのみの役ながらトップクレジットで待遇され、現在に至るまでDVDなどで長く親しまれている。1986年にはドイツ連邦共和国功労勲章を受章している。

## エピソード
1959年（昭和34年）11月25日から6日間にわたって東京で開催されたドイツ映画祭のため、俳優のトニー・ザイラー、ベルンハルト・ヴィッキ（監督業も）、女優のマルギット・ニュンケらと共に来日。開会式の司会は俳優の三船敏郎が務め、期間中には彼女の主演映画『美しき冒険』が上映された（のち、一般公開）。
1961年に開催された第14回カンヌ国際映画祭ではフレッド・ジンネマン監督らと共に審査員を務めている。ちなみに、この第14回では市川崑監督&岸惠子主演の映画「おとうと」にフランス映画高等技術委員会賞が授与されている。

## 主な受賞、ノミネート
1964年に出演したハリウッド映画『A Global Affair』（日本未公開。共演はボブ・ホープ、高美以子）で、第21回米国ゴールデングローブ賞助演女優賞にノミネート。ドイツ映画界での国際女優としての確固たる地位を築いた。
2007年、第42回ゴールデン・カメラ・アワード（Goldene Kamera）で功労賞を受賞。

## 主な映画出演
- 『怪盗ルパン』　Les Aventures d'Arsène Lupin　(1957年)
- 『チューリヒで婚約を』[2]　Die Zürcher Verlobung　(1957年)
- 『勝負師』　Le Joueur　(1958年)　-　共演はフランスの名優ジェラール・フィリップ。※日本でDVD発売
- 『愛する時と死する時』　A Time to Love and a Time to Die　(1958年)　-　監督：ダグラス・サーク。※日本でDVD発売
- 『美しき冒険』　Das Schöne Abenteuer　(1959年)
- 『ワン、ツー、スリー/ラブハント作戦』　One, Two, Three　(1961年)　-　監督：ビリー・ワイルダー。※日本でDVD発売
- 『SOS一触即発』　Le Gentleman de Cocody　(1965年)
- 『修道女』　La Religieuse　(1966年)